# Episodi di Casualty (ventunesima stagione)
La ventunesima stagione della serie televisiva Casualty è stata trasmessa in anteprima nel Regno Unito da BBC One tra il 23 settembre 2006 e il 4 agosto 2007.
| nº | Titolo originale                      | Titolo italiano | Prima TV UK       | Prima TV Italia |
| -- | ------------------------------------- | --------------- | ----------------- | --------------- |
| 1  | Different Worlds (Part 1)             |                 | 23 settembre 2006 |                 |
| 2  | Different Worlds (Part 2)             |                 | 24 settembre 2006 |                 |
| 3  | Waste of Space                        |                 | 30 settembre 2006 |                 |
| 4  | Heads Together                        |                 | 1º ottobre 2006   |                 |
| 5  | Sons and Lovers                       |                 | 14 ottobre 2006   |                 |
| 6  | Angels and Demons                     |                 | 21 ottobre 2006   |                 |
| 7  | What You See Is What You Get          |                 | 28 ottobre 2006   |                 |
| 8  | Born to Be Wild                       |                 | 4 novembre 2006   |                 |
| 9  | To Be a Parent                        |                 | 11 novembre 2006  |                 |
| 10 | It's Now or Never                     |                 | 18 novembre 2006  |                 |
| 11 | All Through the Night                 |                 | 25 novembre 2006  |                 |
| 12 | No Place Like...                      |                 | 2 dicembre 2006   |                 |
| 13 | The Edge of Fear                      |                 | 9 dicembre 2006   |                 |
| 14 | In Good Faith                         |                 | 16 dicembre 2006  |                 |
| 15 | Killing Me Softly                     |                 | 23 dicembre 2006  |                 |
| 16 | Silent Night                          |                 | 24 dicembre 2006  |                 |
| 17 | The Sunny Side of the Street (Part 1) |                 | 30 dicembre 2006  |                 |
| 18 | The Sunny Side of the Street (Part 2) |                 | 31 dicembre 2006  |                 |
| 19 | Fish Out of Water                     |                 | 6 gennaio 2007    |                 |
| 20 | Stormy Weather                        |                 | 13 gennaio 2007   |                 |
| 21 | The Personal Touch                    |                 | 20 gennaio 2007   |                 |
| 22 | Countdown                             |                 | 27 gennaio 2007   |                 |
| 23 | The Silence of Friends                |                 | 3 febbraio 2007   |                 |
| 24 | No Return                             |                 | 10 febbraio 2007  |                 |
| 25 | The Miracle on Harry's Last Shift     |                 | 17 febbraio 2007  |                 |
| 26 | The Killing Floor                     |                 | 24 febbraio 2007  |                 |
| 27 | Combat Indicators (Part 1)            |                 | 3 marzo 2007      |                 |
| 28 | Combat Indicators (Part 2)            |                 | 7 marzo 2007      |                 |
| 29 | Sweet Charity                         |                 | 10 marzo 2007     |                 |
| 30 | A World Elsewhere                     |                 | 17 marzo 2007     |                 |
| 31 | Stitch                                |                 | 18 marzo 2007     |                 |
| 32 | Life's Too Short                      |                 | 24 marzo 2007     |                 |
| 33 | Day One                               |                 | 31 marzo 2007     |                 |
| 34 | Lost in the Rough                     |                 | 7 aprile 2007     |                 |
| 35 | Lush                                  |                 | 21 aprile 2007    |                 |
| 36 | Aliens                                |                 | 28 aprile 2007    |                 |
| 37 | Close Encounters                      |                 | 5 maggio 2007     |                 |
| 38 | A Long Way from Home                  |                 | 19 maggio 2007    |                 |
| 39 | The Apostate                          |                 | 26 maggio 2007    |                 |
| 40 | Communion                             |                 | 2 giugno 2007     |                 |
| 41 | Brass in Pocket                       |                 | 9 giugno 2007     |                 |
| 42 | Entropy                               |                 | 16 giugno 2007    |                 |
| 43 | It Never Rains...                     |                 | 23 giugno 2007    |                 |
| 44 | Lie to Me                             |                 | 30 giugno 2007    |                 |
| 45 | The Fires Within                      |                 | 14 luglio 2007    |                 |
| 46 | Walking the Line                      |                 | 21 luglio 2007    |                 |
| 47 | Seize the Day                         |                 | 28 luglio 2007    |                 |
| 48 | To Love You So                        |                 | 4 agosto 2007     |                 |